# Том (приток на Об)
Вижте пояснителната страница за други значения на Том.
Том (на руски: Томь) е река в Русия, Южен Сибир, Република Хакасия, Кемеровска и Томска област, десен приток на река Об. Дължината ѝ е 827 km, която ѝ отрежда 62-ро място по дължина сред реките на Русия. Вторият по пълноводие след река Иртиш приток на Об.
Река Том води началото си от западните склонове на Абаканския хребет в Република Хакасия, между рида Карлиган и връх „Вершина Томи“ на 1252 m н.в. Първите километри тече през тясна заблатена долина, със стръмни склонове в югозападно направление. След село Баликса, Република Хакасия, завива на северозапад и става типична планинска река – долината ѝ се стеснява, течението е бурно, с множество прагове и бързеи. При село Лужба навлиза в Кемеровска област, завива на запад и при град Миски излиза от планината и навлиза в южната част на Кузнецката котловина. При град Новокузнецк завива на север и тече по източната периферия на Кузнецката котловина, където долината ѝ се разширява и се появява заливна тераса с ширина до 3 km. След град Юрга навлиза в югозападната част на Западносибирската равнина, навлиза в Томска област, минава през областния център град Томск, завива на северозапад и се влива отдясно в река Об при неговия 2677 km, на 67 m н.в., при село Козулино.
Водосборният басейн на Том обхваща площ от 62 030 km2, което представлява 2,07% от водосборния басейн на река Об. Във водосборния басейн на реката попадат части от териториите на Република Алтай, Алтайски край, Кемеровска област, Новосибирска област, Томска област, Република Хакасия.
Границите на водосборния басейн на реката са следните:
- на североизток и изток – водосборния басейн на река Чулим, десен приток на Об.
- на югоизток – водосборния басейн на река Енисей;
- на югозапад – водосборния басейн на река Бия, дясна съставяща на Об;
- на запад – водосборните басейни на реките Чумиш, Иня и други по-малки, десни притоци на Об;

Река Том получава 124 притока с дължина над 10 km, като 7 от тях са сдължина над 100 km:
651 ← Уса 179 km, 3610 km2, в град Междуреченск, Кемеровска област
635 → Мрассу 338/8840, при град Миски, Кемеровска област
585 → Кондома 392/8270, в град Новокузнецк, Кемеровска област
525 ← Горна Терс 95/1030, Кемеровска област
514 ← Средна Терс 114/1920, на 7 km северозападно от село Осиновое плесо, Кемеровска област
504 → Черновой Нарик 106/623, при село Уст Нарик, Кемеровска област
474 ← Долна Терс 110/1210, на 7 km северозападно от село Ячмениха, Кемеровска област
390 ← Тайдон 110/2160, на 8 km източно от посьолок Зеленогорски, Кемеровска област
Подхранването на река Том е смесено: снежно 35 – 55%, дъждовно 25 – 40%, подземно 25 – 35%. Среден годишен отток в устието 1110 m3/s, равняващо се на 35 km3/год., на 580 km от устието – 650 m3/s. Средна скорост на течението 0,33 m/s, а в плитчините – 1,75 m/s. Денивелация от извора до устието 1185 m. Замръзва в края на октомври или началото на ноември, а се размразява в края на април. Средна продължителност на заледяването 158 – 160 дни.
Средномесечен отток на река Том (в m3/s), по измервания на хидрометрична станция Томск (данни за последните 49 години).
По течението на реката в са разположени множество населени места:
- Кемеровска област – градовете Междуреченск, Миски, Новокузнецк, Кемерово и Юрга;
- Томска област – градовете Томск и Северск

Реката е плавателна до град Томск, а при пълноводие – до град Новокузнецк. Преди години е била плавателна изцяло до Новокузнецк, но поради добива на инертни материали в района на Томск (продължаващ и днес) нивото на водата в реката спада с 2,5 м. През реката са построени 14 моста, 2 от които са за Транссибирската железопътна магистрала.

## Забележителности
На десния скалист бряг, между градовете Юрга и Кемерово, на 8 различни места са запазени петроглифи - скални рисунки от IV-I хилядолетие пр.н.е. Край едно от тези находища е изграден музей на открито „Томска писаница“.

## Галерия
- Скалистият бряг при Томска писаница
- През есента
- През зимата
- Аникин къмък
- Том в Северск
- Залез в Северск